# محمد بيرم الأول
محمد بيرم الأول ولد في 1718 في تونس العاصمة وتوفي في 26 مارس 1800 في نفس المدينة، هو عالم دين تونسي.

## السيرة الذاتية

### العائلة
هو ابن حسين بيرم الذي كان ضابطا في القوات العثمانية المتواجدة في تونس، والذي بدوره هو حفيد بيرم التركي مؤسس العائلة الذي استقر بتونس بعد غزوها من قبل سنان باشا سنة 1574. والدته تنتمي لعائلة أرستقراطية من الأشراف وابنة أحد التجار. أخو جده هو نقيب الأشراف (أحفاد الرسول محمد ﷺ) حتى سنة 1792.

### التكوين والمسار المهني
برع في شبابه في علم قواعد اللغة والفقه الإسلامي الحنفي والبلاغة، وتأثر بالشيخ حسن البارودي. وتزوج بالمناسبة ابنة الباش مفتي حسين البارودي، الذي هو أخ حسن البارودي. 

أصبح مفتي تونس تحت حكم حسين باي الأول، ولكن خلفه علي باي الأول وضعه في السجن لمدة قصيرة. عند إطلاق سراحه، أصبح مدرسا حتى سقوط حكم علي باي الأول ورجوع الحكم لأبناء حسين باي الأول الذين كانوا في المنفى في الجزائر العاصمة. عين وقتها لخلافة زوج أمه في منصب باش مفتي حنفي في 1772 تحت حكم علي باي الثاني.

## مقالات ذات صلة
- محمد بيرم الثاني
- محمد بيرم الثالث
- محمد بيرم الرابع
- محمد بيرم الخامس